# Prix du sportif français des auditeurs de Radio France
Pour les articles homonymes, voir Sportif de l'année.
Le Prix du sportif français des auditeurs de Radio France a été créé en 2008, récompensant d'un trophée, chaque année, au mois de décembre, un sportif français ou bien une équipe, choisi par les auditeurs et les internautes de Radio France. Le choix du public s'effectue, selon les années, parmi 10 à 15 sportifs sélectionnés par le service des Sports de Radio France et son Directeur délégué Jacques Vendroux.
En 2015, ce prix est remplacé par un trophée qui s'intitule RMC Sport Awards.

## Généralités

### Partenariats
En 2008, la première édition de l'opération est un partenariat avec le quotidien Metro.
En 2009, les partenaires de Radio France sont Infosport, Msn Sport (un des dix univers de Msn.com) et le quotidien Metro.
En 2012, les partenaires sont Msn.fr, le quotidien Metro et Infosport+.
En 2013, l'élection est un partenariat avec Infosport+ et Le Parisien - Aujourd'hui en France.
En 2015, ce prix est remplacé par un trophée qui s'intitule RMC Sport Awards, partenariat entre RMC, Le Parisien - Aujourd'hui en France et BFMTV.

### Succès médiatique
Pour la première édition, les auditeurs et internautes de France Inter, de France Info, de France Bleu et de Mouv' ont été 19 000 à participer en ligne à l’opération.
Pour la troisième édition, les votants ont été plus de 51 000 à participer à l'opération.

## Liste des lauréats
| Année | Illustation | Vainqueur                              | Contexte | Autres finalistes | Remise du prix | Remarques |
| ----- | --- | -------------------------------------- | --- | --- | --- | --- |
| 2008  | L'Équipe de France masculine de handball sur la plus haute marche du podium des Jeux olympiques de 2008 à Pékin                                                    | Équipe de France masculine de handball | L'équipe des « Experts », dirigée par Claude Onesta, remporte la médaille d'or aux Jeux olympiques de 2008 à Pékin. Jamais la France ne s'était imposée dans cette discipline aux Jeux olympiques.                                                             | Olympique lyonnais (football), Alain Bernard (natation), Steeve Guénot (lutte), Sébastien Loeb (rallye automobile), Mike Di Meglio (moto), Jo-Wilfried Tsonga (tennis), Julien Absalon (VTT), Francis Joyon (voile), Assia El'Hannouni (athlétisme handisport), Anne-Caroline Chausson (cyclisme), Isabelle Delobel et Olivier Schoenfelder (patinage artistique). | Le trophée est remis aux vainqueurs, le 14 janvier 2009, au cours d’une grande fête à la Maison de Radio France, par le président du groupe, Jean-Paul Cluzel, accompagnés de Lilian Thuram et de Roger Bambuck, parrains de la fête. | Le titre honorifique est remis aux experts par Miss France 2009, Chloé Mortaud. |
| 2009  | | Sébastien Loeb                         | L'année 2009 est une année ponctuée de coups du sort pour Sébastien Loeb, mais il est tout de même sacré champion du monde des rallyes pour la sixième fois consécutive.                                                                                       | Michel Desjoyeaux (voile), Équipe de France masculine de handball, Jean-Baptiste Grange (ski alpin), Grégory Baugé (cyclisme), Équipe de France de basket-ball féminin, Football Club des Girondins de Bordeaux (ligue 1), Teddy Riner (judo), Tony Estanguet (canoë kayak), Gwladys Epangue (taekwondo). | Le prix est remis à Sébastien Loeb et à Daniel Elena, son copilote, par Adriana Karembeu et Serge Blanco, les parrains de l'édition 2009, en présence de madame la Ministre des sports Roselyne Bachelot. | |
| 2010  | Jérôme Fernandez, le capitaine de l'Équipe de France masculine de handball brandit le trophée du championnat d'Europe 2010 devant l'ensemble de l'équipe de France | Équipe de France masculine de handball | L'équipe des « Experts » remporte ce vote grâce à son titre de championne d'Europe conquis en 2010 en Autriche. | Jason Lamy-Chappuis (combiné nordique), Teddy Tamgho (athlétisme), Christophe Lemaitre (athlétisme), Myriam Soumaré (athlétisme), Amélie Cazé (pentathlon moderne), Camille Lacourt (natation), Teddy Riner (judo), Lucie Décosse (judo), Sébastien Loeb (rallye automobile), Franck Cammas (voile), Équipe de France de rugby à XV, Maureen Nisima (escrime), Thomas Bouhail (gymnastique).                                                                                     | Le 10 février 2011, au cours d'une soirée à la Maison de la Radio, Jean-Luc Hees, Président-directeur général de Radio France et Chantal Jouanno, ministre des Sports, remettent le trophée à l'équipe victorieuse, en présence de Laurent Blanc et de Marie-José Perec, parrains de l'opération. | Les hommes de Claude Onesta, l'entraîneur de l'équipe, ont écrasé la concurrence en recueillant 30 000 des 51 000 votes du 6 au 31 décembre 2010. À noter que le scrutin a eu lieu avant leur titre de champion du monde décroché en janvier 2011 |
| 2011  | | Teddy Riner                            | Teddy Riner est le champion du monde de judo pour la cinquième fois en 2011, mais aussi médaillé de bronze aux Jeux olympiques de Pékin et double champion d’Europe en 2007 et 2011.                                                                           | Audrey Tcheuméo (judo), Gévrise Emane (judo), Camille Lacourt et Jérémy Stravius (natation), Équipe de France masculine de handball, Florent Amodio (patinage artistique), Sébastien Loeb (rallye automobile), Olympique lyonnais (football), Élodie Lorandi (natation handisport), Lucie Décosse (judo), Jean-Baptiste Grange (ski alpin), Christophe Lemaitre (athlétisme), Grégory Baugé (cyclisme), Équipe de France de basket-ball, Jason Lamy-Chappuis (combiné nordique). | La remise du prix a lieu le 10 janvier 2012 à 19h au Parc des Princes en présence des parrains Sandra Laoura et Marius Trésor, de David Douillet, ministre des Sports, et de Jean-Luc Hees, Président-directeur général de Radio France. | Lors de la cérémonie, Leonardo Nascimento de Araújo, manager général du Paris Saint-Germain, remet un maillot du PSG à Teddy Riner. |
| 2012  | | Céline Dumerc                          | Championne de France 2012 de basket ball avec son équipe de Bourges, et médaillée d'argent avec l'équipe de France de basket-ball aux Jeux olympiques. | Sébastien Loeb (rallye automobile), Tony Estanguet (canoë-kayak), Émilie Fer (canoë-kayak), Teddy Riner (judo), Yannick Agnel (natation), Camille Muffat (natation), Florent Manaudou (natation), Martin Fourcade (biathlon), Thierry Omeyer (handball), Lucie Décosse (judo), Renaud Lavillenie (saut à la perche), René Girard (football), Julie Bresset (VTT cross-country), Assia El Hannouni (athlétisme handisport).                                                       | La remise du prix a lieu le 14 janvier 2013 à la Maison de Radio France, en présence de Valérie Fourneyron, ministre des Sports, de la Jeunesse, de l’Éducation populaire et de la Vie associative, des parrains Laura Flessel et Didier Deschamps, ainsi que de Jean-Luc Hees, Président directeur général de Radio France.                                                                                          | Céline Dumerc remporte le vote en étant la première femme à recevoir ce prix décerné par le public, quelques jours seulement après avoir été désignée joueuse européenne de l'année par le quotidien sportif italien la Gazzetta dello Sport. |
| 2013  | | Équipe de France de basket-ball        | En 2013, l'Équipe de France de basket-ball fait preuve d'une belle performance, en remportant l'Euro 2013 en Slovénie face à la Lituanie. C'est la première fois que l'Équipe de France décroche le titre européen qui depuis 2009 était détenu par l'Espagne. | Franck Ribéry (football), Teddy Tamgho (triple saut), Marion Bartoli (tennis), Teddy Riner (judo), François Gabart (voile), Yannick Agnel (natation), Jérémy Stravius (natation), Camille Lacourt (natation), Marion Rolland (ski alpin), Tessa Worley (ski alpin), Castres olympique (rugby), Sébastien Ogier (rallye automobile), Jason Lamy-Chappuis (combiné nordique) et Marie-Amélie Le Fur (athlétisme handisport).                                                       | La remise du prix a lieu le 15 janvier 2014 à la Maison de Radio France, en présence de Valérie Fourneyron, ministre des Sports, de la Jeunesse, de l’Éducation populaire et de la Vie associative ainsi que des parrains Eunice Barber et Fabien Barthez. Le trophée a été remis à Florent Pietrus, précisément, champion d’Europe de basket-ball, en présence des cadres de la Fédération française de basket-ball. | Deux des artisans de cette victoire, le Capitaine Boris Diaw et Tony Parker, appartiennent au club des San Antonio Spurs, alors leader de la NBA. Ils sont heureux et fiers d'avoir été sacrés. Tony Parker déclare « C'est impressionnant de voir à quel point les gens ont été touchés par notre aventure. » Boris Diaw reprend « C'est une fierté de recevoir ce prix-là. Il a fallu plusieurs années pour pouvoir construire cette équipe et gagner la médaille d'or. » |
| 2014  | | Renaud Lavillenie                      | En février 2014, Renaud Lavillenie a battu le record du monde du saut à la perche, précédemment détenu par Sergueï Bubka, avec un saut de 6,16 mêtres. | Clarisse Agbegnenou (judo), Jean-Frédéric Chapuis (ski cross), Boris Diaw (équipe de France de basket-ball), Yohann Diniz (athlétisme), Équipe de France masculine de handball, Pauline Ferrand-Prévot (cyclisme), Martin Fourcade (biathlon), Eloyse Lesueur (athlétisme), Florent Manaudou (natation), Mahiedine Mekhissi (athlétisme), Sébastien Ogier (rallye automobile), Loïck Peyron (voile), Teddy Riner (judo), RC Toulon (rugby).                                      | La remise du Prix a lieu le lundi 26 janvier 2015 à 11h15 dans les locaux de France Bleu Pays d'Auvergne en présence de Mathieu Gallet, Président-directeur général de Radio France, de Jacques Vendroux, directeur délégué aux sports de Radio France, et des parrains Corinne Diacre (entraîneur de football) et Dimitri Yachvili (ancien international de rugby).                                                  | Le perchiste l'a emporté haut la main avec plus du double de voix sur le deuxième, le biathlète Martin Fourcade. Le basketteur Boris Diaw monte sur la 3ème marche du podium. |

### Note
1. ↑  De façon similaire au précédent prix, le lauréat 2015 des RMC Sport Awards est élu parmi seize sportifs ou équipes préselectionnés en votant jusqu'au 6 décembre 2015, mais, par contre, les cinq prétendants ayant récolté le plus de votes sont départagés par un jury. L'officialisation du résultat a lieu le 11 décembre lors de la soirée des RMC Sport Awards, qui se déroule à l'occasion des RMC Sport Games dans la station des Menuires. Par ailleurs, un trophée de manageur de l'année est décerné par les rédactions de RMC, du Parisien - Aujourd'hui en France et de BFMTV.